# Venomous Vipers FC
Der Cape Coast Venomous Vipers Football Club, kurz Venomous Vipers (deutsch „giftige Vipern“), ist ein 1936 gegründeter ghanaischer Fußballverein aus Cape Coast und Lokalrivalen der Mysterious Dwarfs. Heimstätte des Vereins ist das Robert Mensah Sports Stadium. Das Vereinsmotto lautet deeds… not words (deutsch „Taten statt Worte“).

## Geschichte
Der Verein nahm im Jahr 1956 an der abgebrochenen Fußballmeisterschaft teil und gehörte zwei Jahre später zu den acht Gründungsmitgliedern der Ghana Football League. Die Venomous Vipers nahmen bis zu ihrem Abstieg 1972 ununterbrochen an der Meisterschaft teil, in den 1980er Jahren folgten mehrere Aufstiege und anschließende Wiederabstiege. 1990 stieg der Verein zum letzten Mal aus der Erstklassigkeit ab. Derzeit (2020) treten die Venomous Vipers in der zweitklassigen Division One League (Zone Two) an.